# Гомельский жировой комбинат
Гомельский жировой комбинат (бел. ААТ «Гомельскі тлушчавы камбінат») — белорусское предприятие, расположенное в Новобелицком районе Гомеля.

## История
В 1928 году в соответствии с первым пятилетним планом развития народного хозяйства СССР в Гомеле началось строительство маргаринового завода, в 1932 году он был введён в эксплуатацию. В 1935 году был введён в эксплуатацию мыловаренный завод. В 1936 году сдан в эксплуатацию гидрогенизационный завод, и заводы объединили в жировой комбинат. После начала Великой Отечественной войны в связи с приближением к городу линии фронта комбинат был эвакуирован в Троицк. К 1948 году комбинат восстановлен. До 1956 года комбинат входил в Главное управление маргариновой промышленности «Главмаргаринпром» Наркомата (с 1946 года — Министерства) пищевой промышленности СССР, в 1956 году передан в подчинение Министерству промышленности продовольственных товаров БССР, в 1957 году — Совету народного хозяйства БССР, в 1965 году — Всесоюзному объединению маргариновой промышленности «Союзмаргаринпром» Министерства пищевой промышленности СССР. В 1965 году комбинат был передан Госагропрому БССР. В 1958—1965 годах на предприятии была введена в эксплуатацию этаноламиновая установка и внедрена непрерывная гидрогенизация жиров.
12 июля 1966 г. комбинат был награждён орденом Трудового Красного Знамени. В печати опубликовали Указ Президиума Верховного Совета СССР о награждении Гомельского жирового комбината за достигнутые успехи в выполнении заданий семилетнего плана, широкое внедрение новой техники, передовой технологии и достижение высоких технико-экономических показателей в работе. В 1967 году были построены майонезный цех (проектная мощность — 600 т в год) и цех туалетного мыла (проектная мощность — 7300 т в год), в 1971 году — электролизерный цех. Некоторое время на комбинате работали цеха по производству сычужного сыра на растительной основе и синтетических моющих средств, впоследствии их производство было передано другим предприятиям.
Производились: майонезы, маргарины, мыло «Детское».
Продукция комбината поставлялась не только во все республики Советского Союза, но и в другие социалистические страны.
В целом, в советское время комбинат входил в число крупнейших предприятий города.
С 1991 года входит в концерн «Белгоспищепром» Министерства сельского хозяйства и продовольствия Республики Беларусь. В 2010-е годы экономическое положение предприятия ухудшилось. В 2014 году комбинат предпринял «народное IPO» по продаже акций физическим лицам, но продал небольшое их количество. 23 ноябре 2018 года по согласованию с Гомельским облисполкомом и кредиторами (частными и государственными банками) началось рассмотрение дела об экономической несостоятельности компании. 26 марта 2019 года суд установил процедуру санации предприятия до 29 сентября 2020 года.

## Современное состояние
По состоянию на 2018 год предприятие располагает мощностями по производству 10,5 тыс. т маргариновой продукции в год, 10 тыс. т майонеза, 10 тыс. т фасованного растительного масла, 8,9 тыс. т хозяйственного мыла и 5,1 тыс. т туалетного мыла. В 2018 году было произведено 2,9 тыс. т майонеза, 1,8 тыс. т хозяйственного мыла, 1,4 тыс. т маргарина, 1 тыс. т растительного масла наливом, 0,5 тыс. т туалетного мыла, по 0,1 тыс. т кетчупа и растительного масла бутилированного. На предприятии было занято 690 человек. В 2018 году 49 % выручки было получено от реализации майонеза, 28 % — от реализации туалетного и хозяйственного мыла, 20 % — от реализации маргариновой продукции, 2 % — от реализации бутилированного растительного масла.
97,7 % продукции было реализовано на внутреннем рынке, 2,3 % — на внешнем. По оценке предприятия, оно занимает 45 % рынка Республики Беларусь по мылу хозяйственному, 14 % по туалетному, 8 % по майонезу, 4 % по маргариновой продукции, 3 % по кетчупу, 1 % по фасованному растительному маслу.

### Продукция
Мыло туалетное твёрдое, ТЗ «Просто мыло». Мыло хозяйственное твёрдое (без упаковки). Мыло хозяйственное твёрдое (в упаковке). Мыло хозяйственное твёрдое «Блестер 65 %». Мыло хозяйственное твёрдое 65 % «Хозяюшка»

## Награды
Июнь 2008 г. ОАО «Гомельский жировой комбинат» награждён дипломом I степени к золотой медали «За высокое качество продукции».